# Альдеав'єха-де-Тормес
Альдеав'єха-де-Тормес (ісп. Aldeavieja de Tormes) — муніципалітет в Іспанії, у складі автономної спільноти Кастилія-і-Леон, у провінції Саламанка. Населення — 109 осіб (2010).
Муніципалітет розташований на відстані близько 160 км на захід від Мадрида, 42 км на південь від Саламанки.

## Демографія
Динаміка населення (INE ):

## Зовнішні посилання
- Провінційна рада Саламанки [Архівовано 23 квітня 2009 у Wayback Machine.]
- Посилання на Google Maps